# ادنه البيضاء (السياني)

تعديل مصدري - تعديل

ادنه البيضاء هي إحدى قرى عزلة الدامغ بمديرية السياني التابعة لمحافظة إب، بلغ تعداد سكانها 145 نسمة حسب تعداد اليمن لعام 2004.